# مقاطعة أندرسون (كارولاينا الجنوبية)
مقاطعة أندرسون (بالإنجليزية: Anderson County, South Carolina)‏ هي إحدى مقاطعات ولاية كارولاينا الجنوبية في الولايات المتحدة. تأسست سنة 1826، بلغ عدد سكانها 188488 نسمة في عام 2010 حسب إحصاء مكتب تعداد الولايات المتحدة وتصل الكثافة السكانية فيها 100.6 نسمة/كم2.

## أعلام
- جون بي. إيرل
- جورج بيل تيمرمان

## وصلات خارجية
- www.andersoncountysc.org
- United States Counties